# Рио Гаљегос
Рио Гаљегос је главни град и највеће насеље патагонске провинције Санта Круз у Аргентини. Има око 98.000 становника, према попису из 2010., што је пораст од 24% у односу на 79.000 у попису из 2001. Град носи име реке Гаљегос, а налази се на свом ушћу 2.636 km (1.638 mi) јужно од аргентинске савезне престонице Буенос Ајреса.
Основан 19. децембра 1885. ради повећања аргентинске моћи над јужном Патагонијом, град је постао главни град тадашње Територије Санта Круз 1888. године, задржавајући свој статус када је територија постала провинција 1957. Нестор Киршнер, каснији председник Аргентине, био је градоначелник града од 1987. до 1991. године и покопан је у маузолеју на градском гробљу.

## Географија

### Клима
Рио Гаљегос има хладну полуаридну климу (БСк, према Кепеновој класификацији климе). Клима је сува, ветровита и хладна, током зиме има повремено снега. То је један од најветровитијих градова на земљи, са ветровима изнад 50 километара на сат који су уобичајени. Зимске температуре су у просеку дању 5 °C (41 °F), а ноћу −2 °C (28 °F), али су пале до −20 °C (−4 °F). Лета су изузетно ветровита и облачна, дани досежу прохладних 19 °C (66 °F), а ноћи падају на релативно хладних 7 °C (45 °F). Хладно време се може појавити у било ком тренутку, и упркос врло малим падавинама, лагана киша и облачни дани су прилично чести, што резултира само 1441 сатом сунца или 32,2% могућег сунца. Највиша забележена температура била је 5. фебруара 2019. године 35,8 °C (96,4 °F), док је рекордно ниска температура била −20,2 °C (−4,4 °F) 12. јула 1982. године.
| Клима Рио Гаљегос, Санта Круз, Аргентина                                                                                                  | Клима Рио Гаљегос, Санта Круз, Аргентина | Клима Рио Гаљегос, Санта Круз, Аргентина | Клима Рио Гаљегос, Санта Круз, Аргентина | Клима Рио Гаљегос, Санта Круз, Аргентина | Клима Рио Гаљегос, Санта Круз, Аргентина | Клима Рио Гаљегос, Санта Круз, Аргентина | Клима Рио Гаљегос, Санта Круз, Аргентина | Клима Рио Гаљегос, Санта Круз, Аргентина | Клима Рио Гаљегос, Санта Круз, Аргентина | Клима Рио Гаљегос, Санта Круз, Аргентина | Клима Рио Гаљегос, Санта Круз, Аргентина | Клима Рио Гаљегос, Санта Круз, Аргентина | Клима Рио Гаљегос, Санта Круз, Аргентина |
| Показатељ \ Месец | .Јан.                                    | .Феб.                                    | .Мар.                                    | .Апр.                                    | .Мај.                                    | .Јун.                                    | .Јул.                                    | .Авг.                                    | .Сеп.                                    | .Окт.                                    | .Нов.                                    | .Дец.                                    | .Год.                                    |
| --- | ---------------------------------------- | ---------------------------------------- | ---------------------------------------- | ---------------------------------------- | ---------------------------------------- | ---------------------------------------- | ---------------------------------------- | ---------------------------------------- | ---------------------------------------- | ---------------------------------------- | ---------------------------------------- | ---------------------------------------- | ---------------------------------------- |
| Апсолутни максимум, °C (°F) | 35,0 (95)                                | 35,8 (96,4)                              | 33,8 (92,8)                              | 27,2 (81)                                | 19,6 (67,3)                              | 17,0 (62,6)                              | 16,1 (61)                                | 17,0 (62,6)                              | 24,9 (76,8)                              | 25,4 (77,7)                              | 30,4 (86,7)                              | 30,8 (87,4)                              | 35,8 (96,4)                              |
| Максимум, °C (°F) | 20,0 (68)                                | 19,6 (67,3)                              | 17,0 (62,6)                              | 13,2 (55,8)                              | 8,4 (47,1)                               | 4,9 (40,8)                               | 4,8 (40,6)                               | 7,4 (45,3)                               | 11,3 (52,3)                              | 14,8 (58,6)                              | 17,2 (63)                                | 18,8 (65,8)                              | 13,1 (55,6)                              |
| Просек, °C (°F) | 13,8 (56,8)                              | 13,2 (55,8)                              | 10,8 (51,4)                              | 7,6 (45,7)                               | 4,2 (39,6)                               | 1,4 (34,5)                               | 1,2 (34,2)                               | 3,1 (37,6)                               | 5,7 (42,3)                               | 8,4 (47,1)                               | 11,1 (52)                                | 12,8 (55)                                | 7,8 (46)                                 |
| Минимум, °C (°F) | 7,6 (45,7)                               | 7,1 (44,8)                               | 5,3 (41,5)                               | 2,9 (37,2)                               | 0,2 (32,4)                               | −2,0 (28,4)                              | −2,4 (27,7)                              | −0,6 (30,9)                              | 0,9 (33,6)                               | 2,4 (36,3)                               | 4,8 (40,6)                               | 6,6 (43,9)                               | 2,7 (36,9)                               |
| Апсолутни минимум, °C (°F) | −0,9 (30,4)                              | −3,5 (25,7)                              | −7,8 (18)                                | −11,0 (12,2)                             | −14,5 (5,9)                              | −18,2 (−0,8)                             | −20,2 (−4,4)                             | −12,7 (9,1)                              | −9,0 (15,8)                              | −6,8 (19,8)                              | −6,4 (20,5)                              | −3,6 (25,5)                              | −20,2 (−4,4)                             |
| Количина падавина, mm (in) | 27,7 (1,091)                             | 27,1 (1,067)                             | 26,7 (1,051)                             | 26,7 (1,051)                             | 26,9 (1,059)                             | 18,3 (0,72)                              | 19,2 (0,756)                             | 16,9 (0,665)                             | 13,3 (0,524)                             | 16,9 (0,665)                             | 22,7 (0,894)                             | 25,9 (1,02)                              | 268,3 (10,563)                           |
| Дани са падавинама (≥ 0.1 mm) | 10,1                                     | 7,9                                      | 8,7                                      | 8,6                                      | 8,3                                      | 7,3                                      | 7,4                                      | 6,4                                      | 6,2                                      | 6,0                                      | 8,0                                      | 9,6                                      | 94,5                                     |
| Дани са снегом | 0                                        | 0                                        | 0                                        | 0,3                                      | 0,9                                      | 2                                        | 2                                        | 2                                        | 0,6                                      | 0,7                                      | 0                                        | 0                                        | 8,5                                      |
| Релативна влажност, % | 52,4                                     | 56,8                                     | 62,3                                     | 68,9                                     | 76,2                                     | 80,2                                     | 78,4                                     | 73,7                                     | 66,4                                     | 58,0                                     | 52,8                                     | 52,0                                     | 64,8                                     |
| Сунчани сати — месечни просек | 133,3                                    | 135,6                                    | 133,3                                    | 105,0                                    | 102,3                                    | 84,0                                     | 83,7                                     | 105,4                                    | 126,0                                    | 164,3                                    | 144,0                                    | 124,0                                    | 1.440,9                                  |
| Сунчано време — месечни проценти | 27                                       | 31                                       | 34                                       | 33                                       | 37                                       | 35                                       | 33                                       | 34                                       | 36                                       | 35                                       | 28                                       | 23                                       | 32                                       |
| Извор #1: Servicio Meteorológico Nacional                                                                                                 |                                          |                                          |                                          |                                          |                                          |                                          |                                          |                                          |                                          |                                          |                                          |                                          |                                          |
| Извор #2: Secretaria de Mineria (December record low only and sun, 1951–1980), Meteo Climat (record highs and lows), UNLP (snowfall data) |                                          |                                          |                                          |                                          |                                          |                                          |                                          |                                          |                                          |                                          |                                          |                                          |                                          |

## Историја
Године 1525. шпански истраживач Гарсија Џофре де Лоајиса постао је први Европљанин који је стигао до реке Гаљегос и назвао је Рио Сан Иделфонсо. Експедиција Симона де Алказабе и Сотомајора из 1535. прва је назвала реку „Рио Гаљегос“. Европљани то подручје нису населили много касније, насељавањем успостављеним 19. децембра 1885, када је аргентинска влада желела да боље изрази свој суверенитет над јужном Патагонијом - створена је поморска база која је повећала развој града. Између 1912. и 1920, влада је подстицала досељенике са Фокландских острва и јужног Чилеа уз повољне пољопривредне услове. Око 3.000 је стигло и подигло град. Како се узгој оваца повећавао, Рио Гаљегос је постао главна лука за извоз оваца и њихових производа. Музеј пионира је сачувана стара патагонска кућа која приказује живот раних досељеника.
Гувернер Рамон Листа је одлучио да 1888. пресели територијалну престоницу из Порторика у Круз у Рио Галегош; званична ратификација ове одлуке уследила је 19. маја 1904. Катедрала Госпе од Лујана освећена је 1900. Територија Санта Круз проглашена је провинцијом 1957. године, а Марио Кастуло Парадело је био први гувернер.
У Фокландском рату 1982. године градски аеродром био је база пресретача аргентинског ваздухопловства и ударних авиона А-4 .
Нестор Киршнер, председник Аргентине од 2003. до 2007. године, био је градоначелник Рио Гаљегоса између 1987. и 1991. Његов маузолеј је у граду и једна улица носи његово име.
Данас је Рио Гаљегос важан град аргентинског крајњег југа, са војним базама и међународним аеродромом. Летови између Чилеа и ваздухопловне базе Маунт Плезант на Фокландским острвима заустављају се на Рио Гаљегос једном месечно.

## Флора и фауна
Град има једно од највећих богатстава животињакако у унутрашњости тако и на периферији. Птице у том подручју укључују дрозд, нандуи, чинголо (врабац са ружичастом огрлицом), чилеански фламинго, горску гуску и лабуда са црним вратом. Сиве лисице су предатори на периферији које увек прете овцама. Међу осталим животињама које се налазе на том подручју спада и гванако.
Што се тиче биљака, ту су љубичице, љиљани имаслачци.

## Спорт
Главни фудбалски клуб Рио Гаљегос је Бока Рио Гаљегос из лиге Торнеа Аргентино Б, четвртог нивоа аргентинског фудбала. Основали су га 12. октобра 1945. године радници фабрике меса а клуб дели свој грб и комплет са Бока Јуниорс из Буенос Ајреса, најуспешнијег аргентинског клуба. Играју у систему националне лиге од 1988. године. Најстарији фудбалски клуб Рио Галлегос су је Атлетико Боксинг клуб основан августа 1920. и Хиспано Американо основан 17. децембра 1925. године. 

## Галерија
|  |  |  |  |  |  |